# 73699 Landaupfalz
73699 Landaupfalz è un asteroide della fascia principale. Scoperto nel 1991, presenta un'orbita caratterizzata da un semiasse maggiore pari a 2,5352487 UA e da un'eccentricità di 0,2885473, inclinata di 7,51293° rispetto all'eclittica.